# بر دشت مرتفع بتاز
بر دشت مرتفع بتاز (به انگلیسی: Ride the High Country) که در اروپا با نام اسلحه‌ها در بعدازظهر (به انگلیسی: Guns in the Afternoon) اکران شد، فیلمی ۹۴ دقیقه‌ای به کارگردانی سم پکینپا محصول سال ۱۹۶۲ است. بازیگران اصلی آن راندولف اسکات و جوئل مک‌کری هستند.

## خلاصه داستان
در اوایل قرن بیستم، استیو جاد، کلانتر بازنشسته‌ای که سال‌ها از اوج جوانی و شهرتش گذشته، توسط یک بانک استخدام می‌شود تا محموله طلا را از یک معدن کوهستانی به شهر هورنیتوس منتقل کند. شش معدنچی اخیراً در حین انتقال طلا به قتل رسیده‌اند. جاد که زمانی مورد احترام بود، اکنون با لباس‌های مندرس و عینک ضخیمش نشان می‌دهد دوران اوجش به پایان رسیده است.
او از دوست و همکار قدیمی‌اش، گیل وسترام، برای محافظت از محموله کمک می‌خواهد. گیل که خود را به عنوان تیرانداز افسانه‌ای «کید اورگان» معرفی می‌کند، دستیار جوانش، هک لانگتری را نیز به همراه می‌آورد. این سه مرد به سمت معدن کورسگلد حرکت می‌کنند، در حالی که جاد از نقشه گیل و هک برای دزدیدن طلا بی‌خبر است.
در راه، شب را در مزرعه جاشوا کانودسن و دخترش السا سپری می‌کنند. کانودسن مردی متعصب و مذهبی است که به تجارت طلا هشدار می‌دهد و سر میز شام با جاد به بحث آیات کتاب مقدس می‌پردازد. آن شب، السا و هک به طور پنهانی در مهتاب با هم ملاقات می‌کنند، اما کانودسن آن‌ها را می‌بیند و دخترش را با خود می‌کشد. در خانه، او السا را به خاطر این عمل سرزنش کرده و سیلی محکمی به او می‌زند.